# Prunus avium
Il ciliegio (Prunus avium Linnaeus, 1755) è un albero da frutto appartenente alla famiglia delle Rosacee, originario dell'Europa, del Nord Africa e dell'Asia.

## Storia
Plinio il Vecchio distingue tra Prunus, l'albero delle susine, e Cerasus, l'albero delle ciliegie. Plinio aveva già descritto un certo numero di coltivazioni ed alcune specie citate, Aproniana, Lutatia, Caeciliana, eccetera. Plinio le distingue per il sapore da dolce a aspro.
Egli afferma che prima che il console romano Lucio Licinio Lucullo sconfiggesse Mitridate nel 74 a.C. «Cerasia [...] non fuere in Italia» ("Non vi erano ciliegie in Italia"). Riteneva, inoltre, fosse stato Lucullo stesso ad introdurre la pianta dal Ponto, diffusa poi nei 120 anni successivi attraverso l'Europa fino alla Britannia.
I semi di un certo numero di specie di ciliegie sono stati tuttavia trovati in ritrovamenti archeologici dell'età del bronzo ed in siti archeologici romani in tutta Europa. Il riferimento a "dolce" e "aspro" sostiene la moderna teoria che "dolce" fosse riferito alla Prunus avium; non vi sono altri candidati trovati tra le ciliegie. Nel 1882 Alphonse de Candolle affermò che semi di Prunus avium furono ritrovati nella cultura terramare del nord Italia (1500-1100 a.C.) e in alcuni villaggi archeologici svizzeri di palafitte. Il de Candolle riguardo Plinio afferma:
Il de Candolle suggerisce che quello che Lucullo portò era un particolare tipo di Prunus avium del Caucaso. L'origine della P. avium è ancora una questione aperta. Le moderne ciliegie coltivate differiscono da quelle selvatiche per la maggiore dimensione del frutto, 2–3 cm di diametro. Gli alberi sono spesso coltivati in terreni duri per mantenerli più piccoli e per facilitare il raccolto.

## Nomenclatura

### Classificazione
La storia della classificazione è piuttosto confusa. Nella prima edizione del suo Species Plantarum (1753), Linneo trattò il ciliegio come una varietà singola, citando il testo di Gaspard Bauhin del 1596 Pinax theatri botanici come riferimento; la sua descrizione, Cerasus racemosa hortensis ("Il Ciliegio dei giardini con racemi") lo mostra descritto come una pianta coltivata. Linneo poi cambiò da una varietà ad una specie Prunus avium nella seconda edizione del suo Flora Suecica del 1755.

### Nomenclatura attuale
Prunus avium significa "Ciliegio degli uccelli" in latino, una traduzione fatta da Linneo dei nomi dati dai danesi e dai tedeschi alla specie (Fugle-Kirsebær, Vogel-Kirsche, rispettivamente). In inglese, il nome Bird Cherry si riferisce alla Prunus padus.

## Descrizione

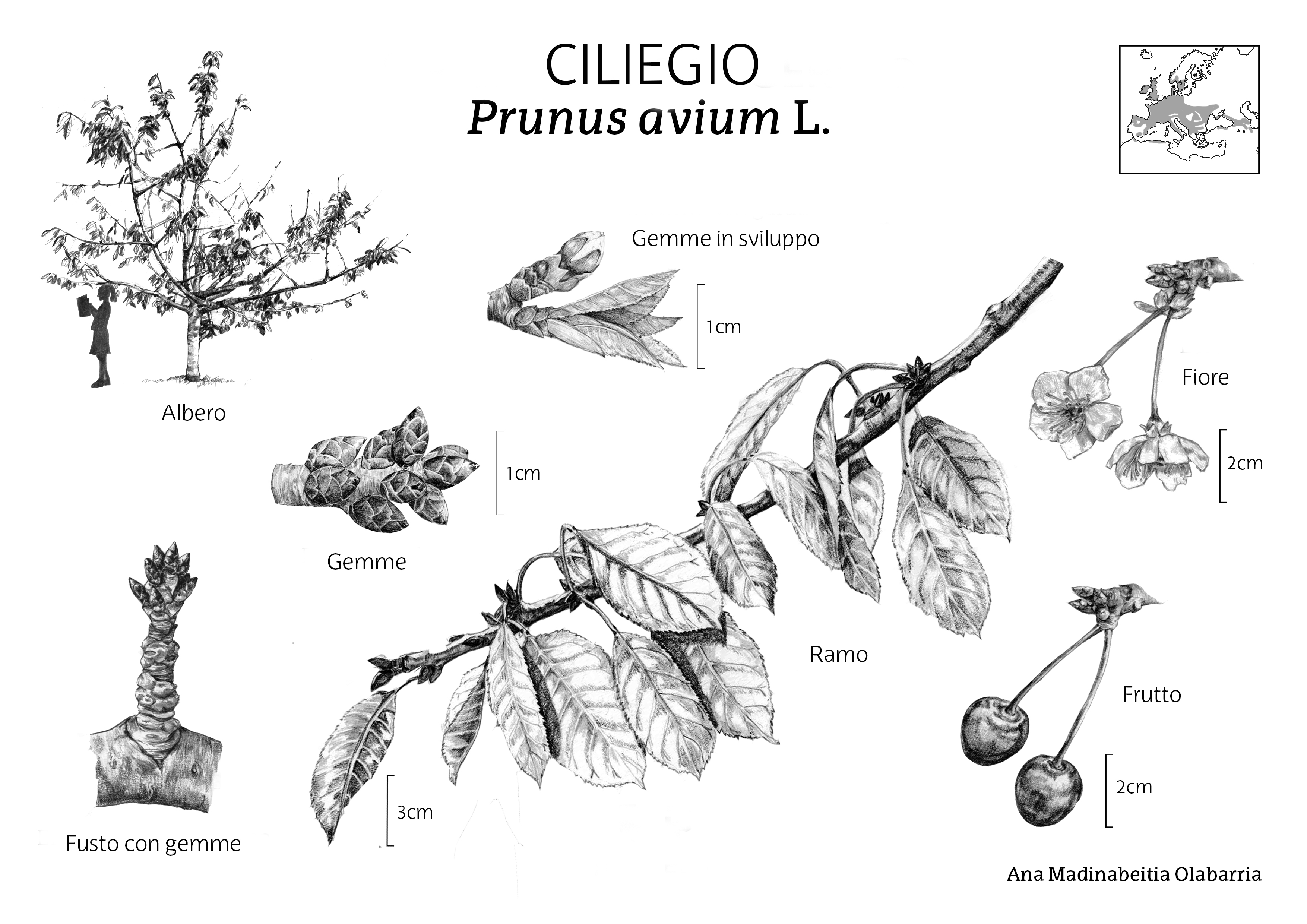

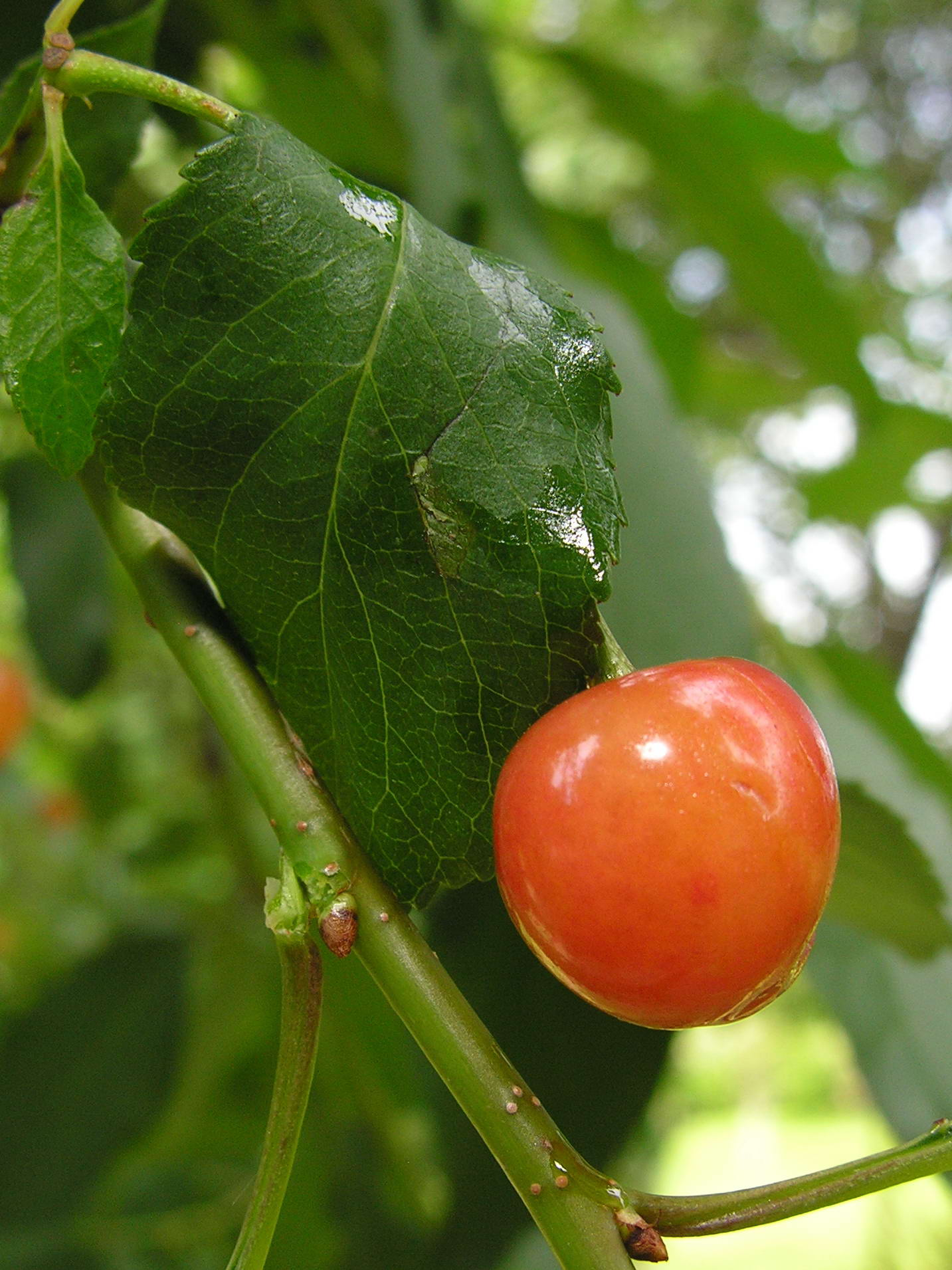
Frutto del ciliegio

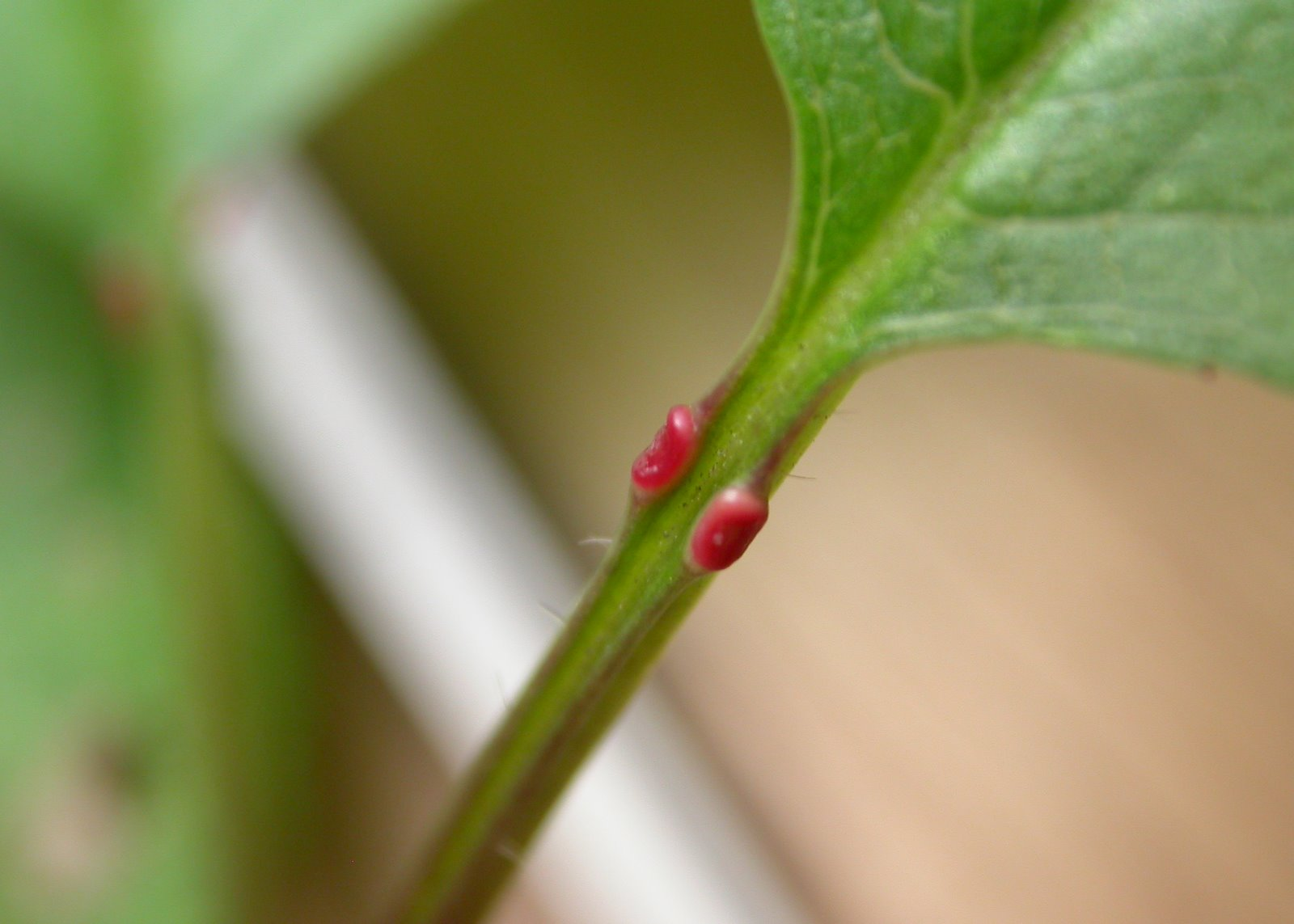
Ghiandola nettarifera sul picciolo caratteristica del Prunus avium

Si tratta di un albero, caducifoglie e latifoglie, che cresce dai 15 ai 32 m di altezza. Gli alberi giovani mostrano una forte dominanza apicale con un tronco dritto e una corona conica simmetrica, che diviene arrotondata ed irregolare negli alberi più vecchi. Vive circa 100 anni ed è molto esigente per quanto riguarda la luce.
Si riconosce senza errore grazie a due o tre nettari (piccole ghiandole nettarifere rosse) situate alla base delle foglie caduche oblunghe, dentate e pubescenti al di sotto.
La corteccia  è levigata porpora-marrone con prominenti lenticelle orizzontali grigio-marrone negli alberi giovani, che diventano scure più spesse e fessurate negli alberi più vecchi.
Le foglie sono alternate, ovoidali acute semplici, lunghe 7–14 cm e larghe 4–7 cm, glabre di un verde pallido o brillante nella parte superiore, che varia finemente nella parte inferiore, hanno un margine serrato e una punta acuminata, con un picciolo lungo 2–3,5 cm che porta da due a cinque piccole ghiandole rosse. Anche la punta di ogni foglia porta delle ghiandole rosse. In autunno le foglie diventano arancioni, rosa o rosse prima di cadere.
I fiori bianchi peduncolati sono disposti in corimbi di due-sei assieme, ogni fiore pendente su un peduncolo di 2–5 cm, del diametro di 2,5–3,5 cm, con cinque petali bianchi, stami gialli, ed un ovario supero; i fiori sono ermafroditi e vengono impollinati dalle api. La fioritura ha luogo all'inizio della primavera contemporaneamente alla produzione di nuove foglie, generalmente avviene ad aprile.
Il frutto è una drupa carnosa (ciliegia) di 1–2 cm di diametro (più larga in alcune selezioni coltivate), di un rosso brillante fino ad un viola scuro quando matura a inizio estate. Il frutto commestibile ha un gusto da dolce ad abbastanza astringente e amaro, a seconda delle varietà, da mangiarsi fresco; esso contiene un singolo nocciolo lungo 8–12 mm, ampio 7–10 mm e spesso 6–8 mm, il seme dentro al guscio è lungo 6–8 mm. la maturazione si ha soprattutto in giugno.

## Ecologia
I frutti vengono mangiati da numerosi uccelli e mammiferi, che ne digeriscono la polpa e disperdono il seme nei loro escrementi. Alcuni roditori, e alcuni uccelli rompono il guscio e mangiano il seme che sta al suo interno. Tutte le parti della pianta eccetto il frutto sono tossici perché contengono glicosidi cianogenetici.
L'albero essuda una resina dalle ferite nella corteccia, per mezzo della quale protegge le ferite dalle infezioni provocate dagli insetti e dai funghi.

## Distribuzione e habitat
Il ciliegio si trova in Europa (dalle isole britanniche fino alla Russia, passando per Francia, penisola iberica, Italia, Germania) a sud fino in Marocco e Tunisia (nelle zone più fredde della catena montuosa dell'Atlante), a nord fino a Trondheimsfjord in Norvegia e in Svezia, Polonia, Ucraina, nel Caucaso, a nord dell'Iran, con anche una piccola popolazione nell'ovest dell'Himalaya.
In Italia è presente naturalmente dalle zone altocollinari sino a quelle montuose, talvolta al confine della zona tipica delle latifoglie, presentando una buona resistenza al freddo. Assieme al Prunus cerasus esso è una delle due specie di ciliegio selvatico che sono all'origine delle varietà di ciliegio coltivato che produce tipologie di ciliegie che vanno dal Graffione bianco piemontese, al Durone nero di Vignola, la Bigareau di Conversano e la Ciliegia Ferrovia in Terra di Bari.
Naturalmente poco abbondante e disperso nella foresta, il ciliegio non è adatto come specie pioniera. Necessita, dunque, per espandersi naturalmente, di un ambiente e di un micro clima forestale stabile e continuato nel tempo. I ciliegi piantati o nati in gruppo all'interno di boschi e foreste diventano molto appetibili per i grossi erbivori (caprioli, cinghiali) e più sensibili al cancro batterico, e alla cilindrosporiosi, oltre che agli attacchi degli insetti.

## Coltivazione ed uso
Il ciliegio botanico ha origine dal ciliegio coltivato; il ciliegio non ama i ristagni d'acqua, ma preferisce suoli non troppo secchi.
Sopporta solo modeste potature di formazione, ed ancora più modeste potature di conduzione.
Il legno del ciliegio è di qualità ricercata per il valore commerciale, si tratta di un legno di colore bruno rosato da chiaro a giallastro, a volte usato per rimpiazzare legni preziosi come l'anacardo. È ricercato dall'industria mobiliera, sia in tronchi che in travi (mobili e sedie di stile). Questa utilizzazione esige degli alberi di bella conformazione. L'importanza di questa domanda per la falegnameria marginalizza le altre utilizzazioni del legno (scultura, tornitura). Di norma si preferisce per l'utilizzo come legno commerciale le varietà botaniche, coltivate a tale scopo.
Il ciliegio offre un legno avente delle buone proprietà meccaniche (resistenza alla compressione, trazione o flessione) e di buon aspetto; tuttavia, presenta la facilità di seccaggio, e può essere talvolta fibroso.
Per la coltivazione da legno la messa a dimora dei piccoli astoni (albero di uno-due anni) va effettuata in autunno-inverno. La raccolta, invece, si effettua a fine primavera-inizio inverno.

### Frutto

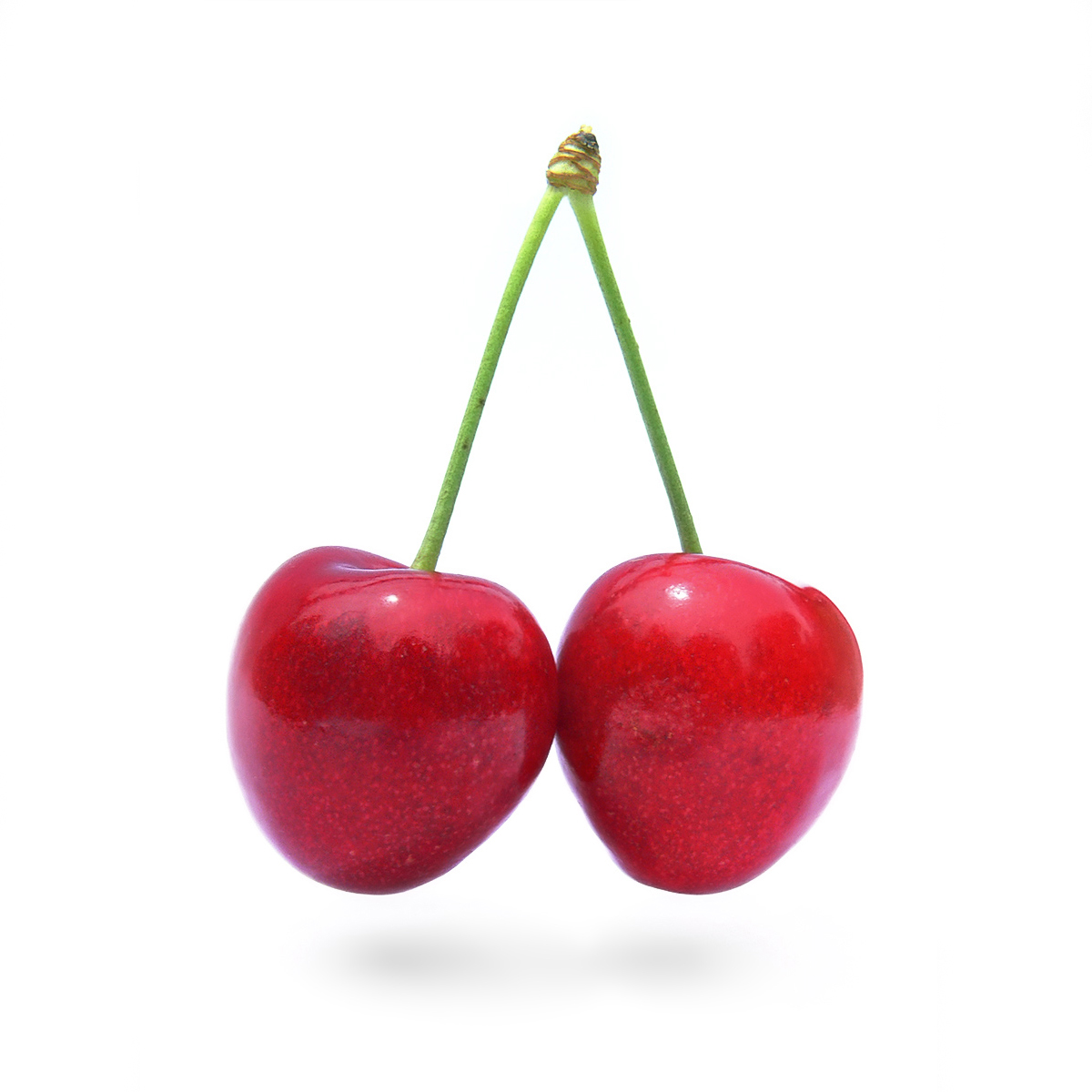
Paio di frutti che crescono dallo stesso stema.

#### Ciliegio selvatico
Il ciliegio selvatico ha costituito fonte di nutrimento per gli esseri umani per migliaia di anni. I nòccioli sono stati trovati in depositi archeologici appartenenti a insediamenti dell'età del bronzo in varie zone europee, inclusa la Britannia. Sono stati trovati macro fossili di ciliegio selvatico tra i detriti di un villaggio dell'età del bronzo iniziale e centrale, un villaggio di palafitte che si trovava nei pressi della riva meridionale del Lago di Garda, tra Desenzano del Garda e Lonato. La data è stata stimata alla prima età del bronzo IA con la datazione al radiocarbonio (circa 2077 a.C. ± 10 anni). La foresta naturale a quel tempo era poco sviluppata.
Attorno al IX secolo a.C. le ciliegie venivano coltivate in Asia Minore e poco più tardi in Grecia.

#### Ciliegio dolce
Originato dal ciliegio selvatico, il ciliegio dolce è coltivato per il frutto: ciliegia, che nei secoli è stato differenziato in moltissime varietà.
La coltivazione del ciliegio dolce è diffusa in tutto il mondo, dove le condizioni climatiche la permettono, e costituisce il fornitore principale del frutto detto ciliegia.
Delle altre specie simili al ciliegio dolce, solo le varietà derivate dal Prunus cerasus (amarena o ciliegia acida), costituiscono uno scomparto minoritario delle ciliegie commerciali; altre specie di prunus, come il pado (Prunus padus), sono trascurabili per la produzione frutticola.
In seguito alle ibridazioni varietali subite dalla Specie botanica, il ciliegio dolce è suddivisibile ora in due categorie:
- autofertili (che sono autosufficienti per la impollinazione, e quindi possono fruttificare anche da soli; ed eventualmente essere impollinatori per altri)
- autosterili (che non sono autosufficienti, e che quindi necessitano di un secondo individuo vegetale (clone) che li impollini.
Esistono in commercio, ben noti, individui (cloni e/o varietà) di ambedue le categorie.
Alcune varietà coltivate sono sfuggite alle coltivazioni e si sono naturalizzate in altre regioni del mondo dove il clima temperato è favorevole, (sud ovest del Canada, il Giappone, la Nuova Zelanda, ed il nord est e nord ovest degli Stati Uniti d'America).

### Ornamentale
Il ciliegio è spesso coltivato come albero da fiore. A causa della dimensione dell'albero esso viene usato nei parchi e meno spesso come albero per le strade o per i giardini. La forma a doppia fioritura, Plena, è comunemente trovata, al posto della forma a fioritura singola.
Due ibridi interspecifici, P. x schmittii (P. avium x P. canescens) e P. x fontenesiana (P. avium x P. mahaleb) vengono usati anche ad uso ornamentale.

### Falegnameria

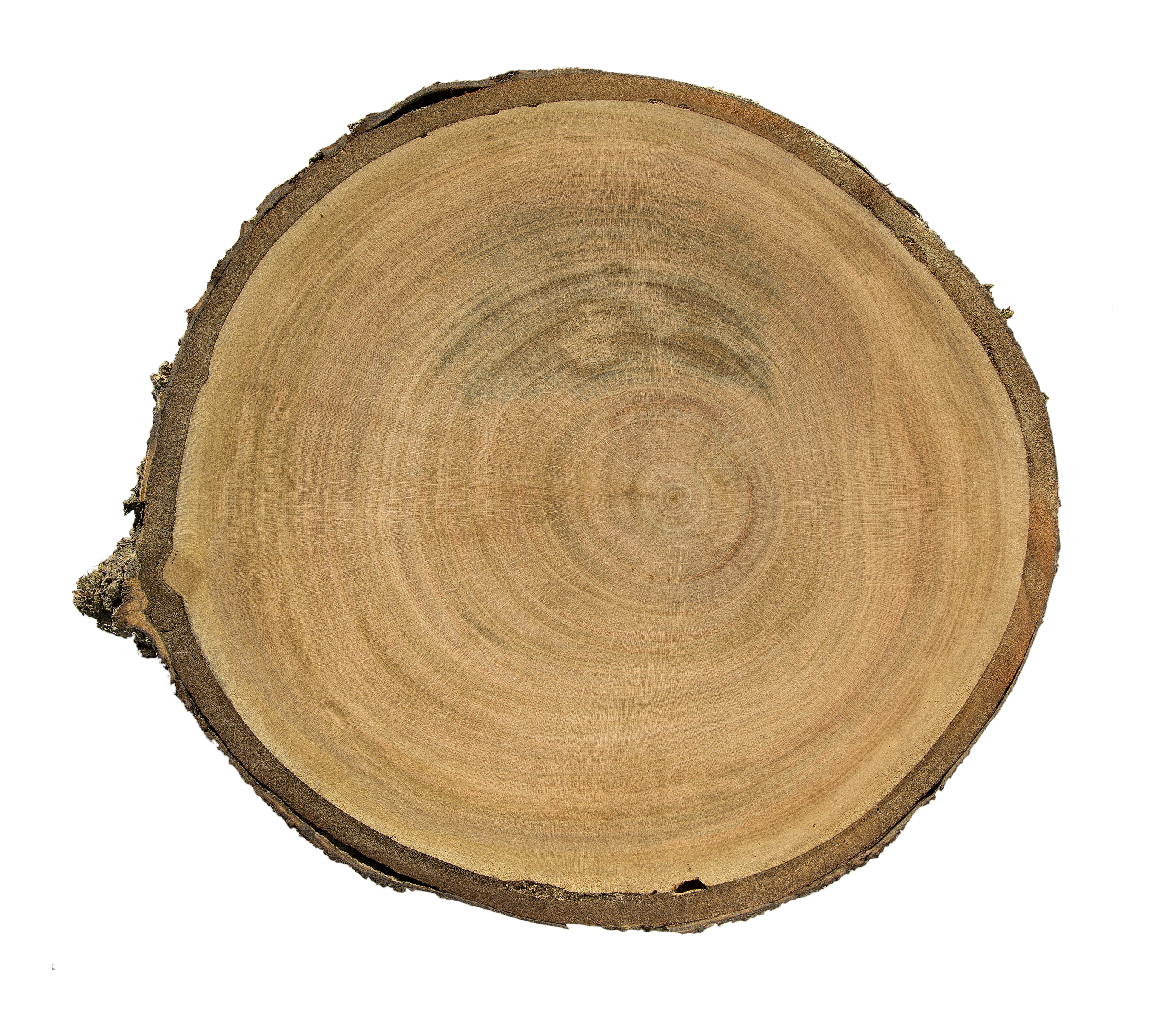
Prunus avium burlat

Il legno marrone-rosso, molto resistente, viene usato per fare mobili e strumenti musicali.

### Altri usi
Il ciliegio è una buona pianta mellifera, ma la produzione di miele si ha solo in zone dove è abbondante il ciliegio selvatico o il ciliegio coltivato.
La resina è aromatica e viene usata come aroma per le gomme da masticare.
L'industria farmaceutica usa il succo dei pedicelli dei frutti che ha proprietà astringente, antitossica e diuretica.

## Avversità
Le principali malattie da funghi patogeni che attaccano il ciliegio sono il corineo, la cilindrosporiosi del ciliegio causata da Cylindrosporium padi, la moniliosi, il mal del piombo parassitario, i marciumi radicali da Armillaria mellea e Rosellinia necatrix. Gli insetti parassiti più importanti sono l'afide nero del ciliegio (Myzus cerasi), la cocciniglia bianca (Diaspis pentagona), la cocciniglia a virgola (Mytilococcus ulmi), la mosca delle ciliegie (Rhagoletis cerasi), la falena brumale (Operophthera brumata), le ricamatrici (Archips rosana e Archips podana) e il moscerino dei piccoli frutti (Drosophila suzukii); in alcune zone del sud riveste particolare importanza la cimicetta del mandorlo (Monosteira unicostata).

## Galleria d'immagini

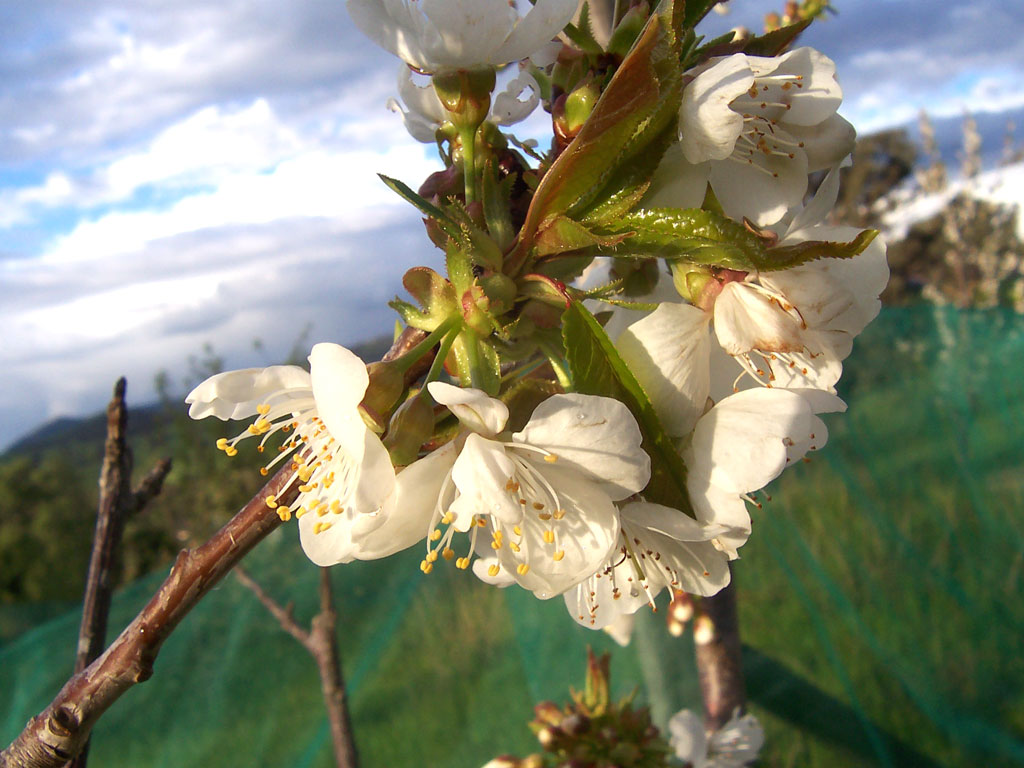
Fiori bianchi di ciliegio.
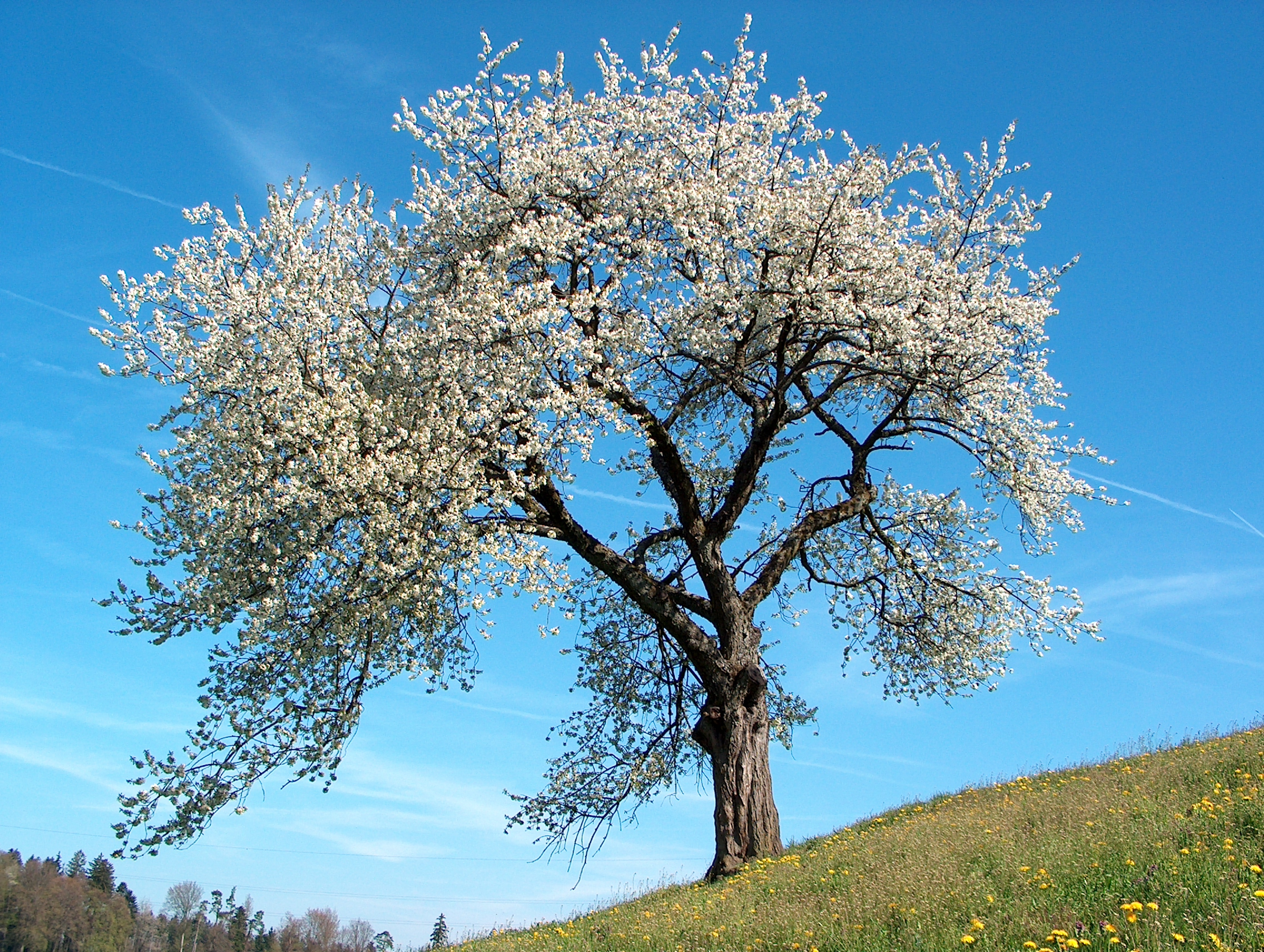
Albero di ciliegio in fiore.
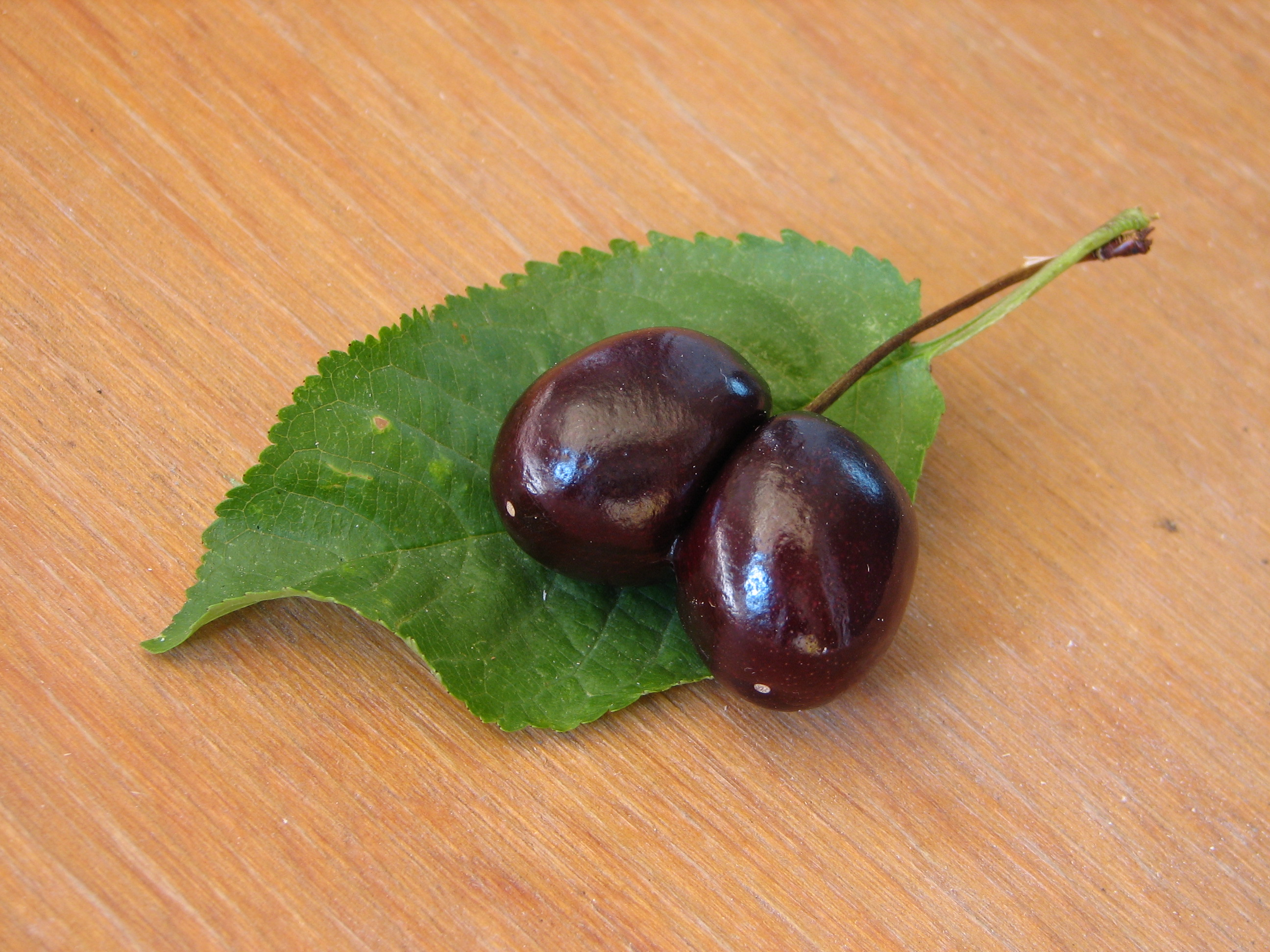
Una ciliegia doppia per cause ambientali.
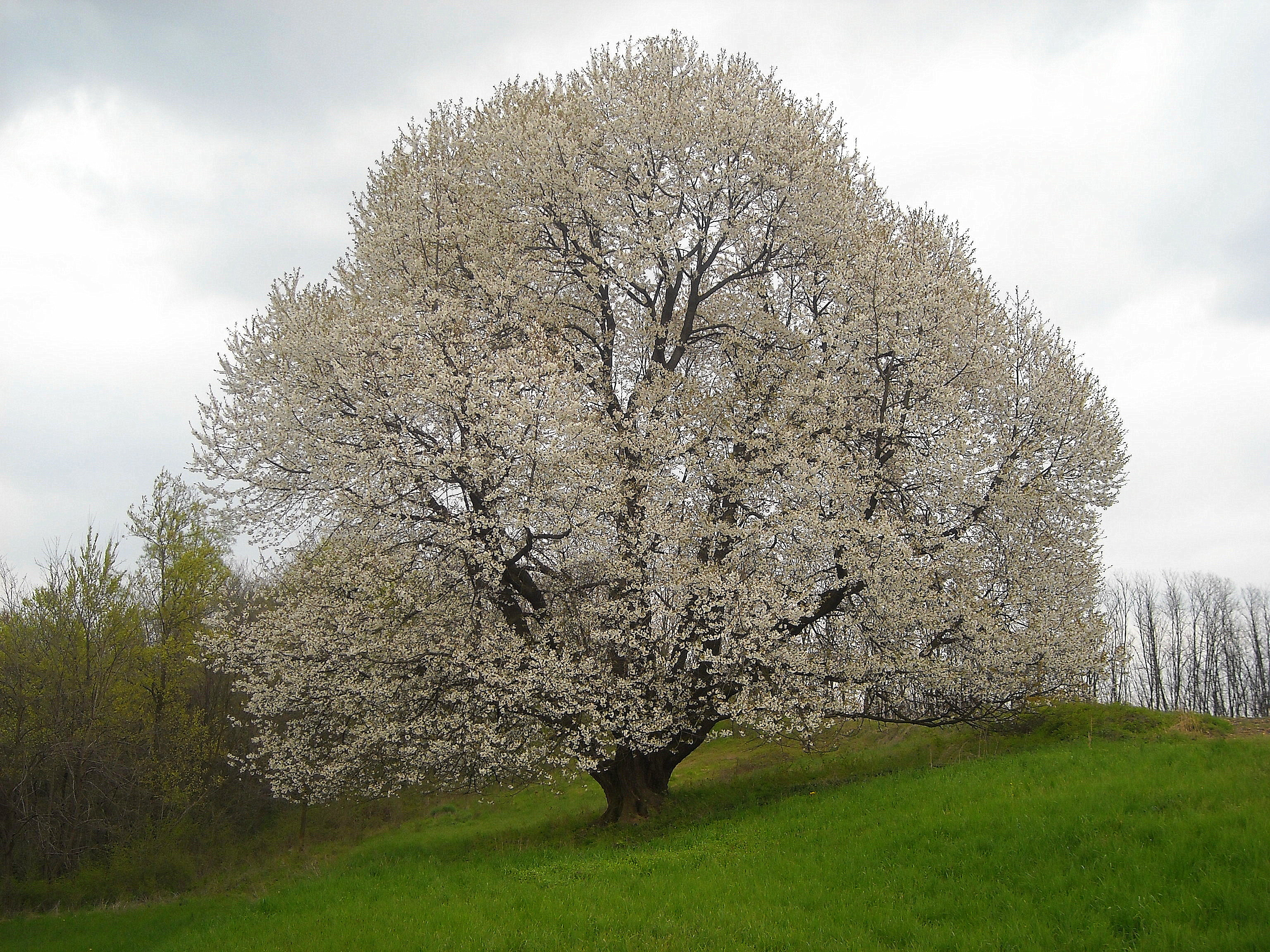
Ciliegio secolare in fiore.